# Chelvy Thiyagarajah
Thiagarajah Selvanithy (Selvi) fue una poeta originaria de Sri Lanka, ganadora del premio Pen Club Internacional en 1992, que fue secuestrada y ejecutada por el LTTE.

## Biografía
Selvi nació en el seno de una familia campesina en Semamadu, un pueblo a aproximadamente 130 km al sur de Jaffna.

## Activismo
Selvi fue una poeta en idioma tamil procedente de Jaffna en Sri Lanka. Estudió hasta tercer año de Teatro y Arte Dramático en la Universidad de Jaffna.
Fue la fundadora de una revista feminista que se llamó Tholi y fue una joven poeta que en su trabajo deploró la carnicería provocada por la guerra civil de Sri Lanka. Selvi también produjo dos obras de teatro, una sobre los pagos de la dote y el otra sobre el problema social de las violaciones.

## Secuestro
El 30 de agosto de 1991, fue secuestrada por los Tigres de Liberación del Eelam Tamil (LTTE), una organización separatista que luchaba por la independencia de la minoría tamil en Sri Lanka. El día anterior a su secuestro, Selvi estuvo a punto de protagonizar una obra de teatro sobre la intifada palestina. Fue miembro notable de la organización Poorani Illam, un centro de mujeres en Jaffna que daba apoyo a mujeres traumatizadas por los bombardeos del gobierno y en estado de luto.  

## Muerte
En 1997, la organización LTTE reconoció que Selvi fue ejecutada junto con otro disidente, un Manoharan, otro estudiante de último año en la universidad. A pesar de que su oposición al LTTE no era violenta, ambos fueron ejecutados en uno de los campos para prisioneros del LTTE.